# Philips (Oss)
De vestiging van Philips te Oss was een onderdeel van Philips Lighting dat bestond vanaf 1930. Het was de eerste Philips-vestiging in Nederland buiten de regio Eindhoven. In de loop van zijn bestaan werden er vooral verlichtingsarmaturen gemaakt.
De komst van Philips naar Oss is nauw gerelateerd aan het vertrek, in 1929, van Anton Jurgens' Margarinefabrieken uit Oss naar Rotterdam.
Op het Jurgens terrein aan de Kruisstraat zou oorspronkelijk een gloeilampenfabriek van Splendor komen, maar deze bleef uit. In 1930 kwam echter Philips, hoewel de vestiging aanvankelijk bescheiden bleef, wat mede door de economische crisis werd veroorzaakt. Men vervaardigde fittingen, buislamphouders, en straatverlichting. Een deel van de gebouwen werd in 1936 aan tapijtfabriek Desso verhuurd.
Tijdens de mobilisatie werd een deel van de fabrieksgebouwen gevorderd door het leger, en toen de Tweede Wereldoorlog uitbrak werd de fabriek zelfs tijdelijk gesloten. Toen echter in 1942 de Eindhovense Philipsfabrieken werden gebombardeerd, ging men in het Osse complex goederen opslaan, terwijl men in 1943 begon met de productie van elektronenbuizen. Gezien de militaire betekenis van dit product viel het geheel onder bevel van de Wehrmacht. Een deel van de gebouwen werd door de bezetter gebruikt als magazijn. Toen de bezetter zich in 1944 begon terug te trekken, namen ze grondstoffen en apparatuur mee, maar de trein waarmee dat gebeurde werd gebombardeerd.
Nadat op 19 september 1944 Oss bevrijd was kwam Philips terug en breidde sterk uit. In 1948 waren er 1300 werknemers. Philips Oss werd een zelfstandige vestiging die zich ging richten op de productie van verlichtingsarmaturen. De productie van elektronenbuizen verhuisde naar Sittard.
In 1958 werd de windmolen Nieuw Leven, ook wel De Witte Molen of Philipsmolen genoemd, aangekocht en in gebruik genomen als ontvangstruimte.
Begin jaren 60 van de 20e eeuw werd een terrein aan de Kantsingel gekocht, waar een nieuwe fabriek werd gebouwd. Geleidelijk aan verhuisden nu de activiteiten vanuit de oude fabriek hierheen, en in 1979 werd de oude fabriek verlaten en gesloopt om plaats te maken voor de woonwijk Boschpoort. Omstreeks 1970 werkten er in Oss 1565 Philips-medewerkers, wat het maximum aantal was. Er werden in de fabriek TL-balken en voorschakelapparaten gemaakt.
Begin jaren 90 volgde de operatie Centurion, waarbij de productie van TL-balken verhuisde naar Nevers en vele banen verloren gingen. Men begon nu met de productie van de eerste modellen spaarlamp, de zogenaamde jampot. Later kwam de Compacte Fluorescentie Lamp (CFL), die echter spoedig in China werd geproduceerd.
In 2002 vond een nieuwe reorganisatie plaats, waarbij de elektromagnetische afdeling (EMB) naar Polen verhuisde. Nu werden vooral HID (High Intensity Discharge) autolampen gemaakt en UHP (Ultra High Performance) lampen voor projectiedoeleinden.
Geleidelijk aan evolueerde de fabriek tot een competentiecentrum, waar vooral nieuwe verlichtingsproducten en processen werden ontwikkeld teneinde deze later elders in grote hoeveelheden te produceren. Er werkten toen nog enkele honderden mensen.
In 2006 besloot Philips om alle productie-activiteiten uit Oss terug te trekken, wat tot 125 ontslagen zou leiden. In 2007 werd de vestiging goeddeels gesloten. Op de plaats ervan kwamen autodealers.

## Externe bron
- Philips, 75 jaar in Oss, in Tussentijds, 11(2), 20-21